# Gesetz gegen Wettbewerbsbeschränkungen
Das Gesetz gegen Wettbewerbsbeschränkungen (GWB) ist die Zentralnorm des deutschen Kartell- und Wettbewerbsrechts.
Das Gesetz bezweckt die Erhaltung eines funktionierenden, ungehinderten und möglichst vielgestaltigen Wettbewerbs; es reglementiert und bekämpft daher vor allem die Akkumulation und den Missbrauch von Marktmacht sowie die Koordination und Begrenzung des Wettbewerbsverhaltens unabhängiger Marktteilnehmer.
Nicht zu verwechseln ist das GWB mit dem Gesetz gegen den unlauteren Wettbewerb (UWG) und dem Wettbewerbsregistergesetz. Das UWG soll vor allem die Sittlichkeit, Lauterkeit und Fairness des Wettbewerbs sicherstellen.

## Inhalt
Im Einzelnen enthält das Gesetz vor allem Bestimmungen betreffend
- das Verbot und die Kontrolle bestimmter Wettbewerbsbeschränkungen (Kartellverbot),
- den Missbrauch marktbeherrschender Stellungen,
- die Kontrolle von Unternehmenszusammenschlüssen (Zusammenschlusskontrolle),
- die Organisation und das Verwaltungsverfahren der Wettbewerbsbehörden, insbesondere des Bundeskartellamtes sowie
- das Vergaberecht.

Zu den Regelungsbereichen im Einzelnen siehe die jeweils in Bezug genommenen Spezialartikel.
Das Gesetz gegen Wettbewerbsbeschränkungen wird vielfach durch das Wettbewerbsrecht der EU beeinflusst und überlagert. Das gilt beispielsweise und vor allem insoweit, als für Wettbewerbsbeschränkungen, die den Handel zwischen den Mitgliedstaaten beeinträchtigen können, das EU-weite – und nicht das deutsche – Kartellverbot aus Art. 101 des AEU-Vertrages (ehemals Art. 81 des EG-Vertrages) gilt, und Unternehmenszusammenschlüsse, sofern sie die entsprechenden Umsatzschwellen erreichen, der europäischen und nicht der deutschen Zusammenschlusskontrolle unterliegen.
Aus Anlass der Modernisierung des sekundären EU-Wettbewerbsrechts im Zusammenhang mit der Osterweiterung der Europäischen Gemeinschaft mit Wirkung zum 1. Mai 2004 wurde auch das GWB einer umfassenden Revision unterzogen, die insbesondere die Bestimmungen über Wettbewerbsbeschränkungen, namentlich das Kartellverbot, grundlegend umgestaltete und den europarechtlichen Bestimmungen angeglichen hat.
Das Gesetz akzeptiert bestehende Marktmacht. Möglichkeiten zur Entflechtung bestehender Unternehmen sieht es nicht vor. Ausgeführt und überwacht wird das Gesetz gegen Wettbewerbsbeschränkungen (mit Ausnahme des Vergaberechts) vor allem durch das Bundeskartellamt bzw. – soweit das GWB dies zulässt – durch die Landeskartellbehörden in solchen Fällen, deren Bedeutung nicht über das Gebiet eines Bundeslandes hinausreicht.

## Entstehung und Entwicklung

### Entstehung des GWB
Nach dem Zweiten Weltkrieg wurde im Potsdamer Abkommen (Teil III, Art. 12) die kurzfristige Dezentralisierung der im Zuge des Krieges stark verflochtenen deutschen Wirtschaft vorgesehen. Im Jahr 1947 erließen die britische, amerikanische und französische Militärregierung Gesetze und Verordnungen zur Dekartellierung (englisch decartelization). Neben dem politischen Ziel der Verminderung der deutschen Wirtschaftsleistung und Rüstungskapazität sollte damit – in Anlehnung an die US-amerikanische Antitrust-Politik – auch das Prinzip der Wettbewerbsfreiheit sichergestellt werden.
Im Jahr 1948 wurden drei konkurrierende Gutachten für ein Kartellgesetz vorgelegt. Ein erster Referentenentwurf wurde 1951 vorgelegt. Der erste Regierungsentwurf wurde 1952 eingebracht. Der Bundesverband der Deutschen Industrie (BDI) gab ein Gutachten in Auftrag, das 1953 fertiggestellt war. Daraufhin wurde vom BDI ein eigener Entwurf vorgeschlagen.
1955 ging die Zuständigkeit der alliierten Dekartellierungsgesetze auf den Bundesminister für Wirtschaft über. Im selben Jahr standen viele konkurrierende Gesetzesentwürfe im Raum. Ein Jahr später kam es zu Auseinandersetzungen um die Fassung, wobei die Zusammenschlusskontrolle gestrichen wurde. Der Bundestag verabschiedete das GWB am 3. Juli 1957. Das Gesetz trat am 1. Januar 1958 in Kraft und löste die alliierten Dekartellierungsregelungen ab.
Dem 1958 beschlossenen Gesetz lag der Gedanke des Ordoliberalismus der Freiburger Schule zu Grunde. Dem Staat oblag es dabei, ein Umfeld möglichst vollständiger Konkurrenz und freien Leistungswettbewerb zu schaffen. Ein strenges Kartellverbot (so genanntes Verbotsprinzip) war demnach ebenso vorzusehen wie Möglichkeiten, Unternehmen zu entflechten und Unternehmenszusammenschlüsse zu untersagen. Das Kartellverbot § 1 GWB wurde durch zahlreiche Ausnahmen §§ 2 bis 8 GWB eingeschränkt. Auch abgestimmtes Verhalten wurde zunächst nicht durch das Gesetz erfasst. Aussagen darüber, welche Organe zur Zusammenschlusskontrolle befugt sind, machte das Gesetz zunächst nicht.
Die Marktform der vollständigen Konkurrenz erwies sich als Leitbild der Wettbewerbspolitik ungeeignet. So wurde bezweifelt, ob der erhoffte Leistungswettbewerb in einem Markt vollständiger Konkurrenz überhaupt realisiert werden könnte. In der neoklassischen Theorie könnten in einem solchen Markt die Unternehmen einzig ihre Mengen zu vom Markt festgesetzten Preisen variieren. Auch unter weniger strengen Prämissen bestünde das Problem, dass erfolgreiche Marktpioniere mit Konsumentenpräferenzen (damit der Möglichkeit zu aktiver Preispolitik) dem theoretischen Postulat der Homogenität widersprechen.

### Novellen und Reformen
Zum 1. Januar 1965 wurde das GWB erstmals novelliert. Dabei wurde die in § 19 GWB zunächst sehr eng gefasste Definition des Missbrauchstatbestandes aufgegeben und durch eine Generalklausel ersetzt. Zuvor hatte die Kartellbehörde den Nachweis führen müssen, „daß die Preise oder Geschäftsbedingungen erheblich von dem Stand abweichen, der bei wirksamen Wettbewerb bestehen würde und daß für diesen Umstand eine sachliche Rechtfertigung nicht vorhanden ist“. Darüber hinaus erhielt die Kartellbehörde u. a. das Recht, selbstständig Geldbußen festzulegen (§ 81 GWB).
Nach seinem Amtsantritt als Bundeswirtschaftsminister (1966) ließ Karl Schiller eine weitere Novellierung des GWB vorbereiten. 1969 legten Beamte des Ministeriums dazu ein „neues Leitbild der Wettbewerbspolitik“ vor. Das Papier basierte maßgeblich auf dem wenige Jahre zuvor von Erhard Kantzenbach vorgelegten Konzept zur Bestimmung der optimalen Wettbewerbsintensität.
Die 2. Novelle trat 1973 in Kraft, mit der eine grundlegende Überarbeitung des GWB erfolgte. So wurden u. a. Erleichterungen für mittelständische Unternehmen erreicht, die Missbrauchsaufsicht bei vertikaler Preisbildung verstärkt und die Maßstäbe für das Anzeigen von Unternehmenszusammenschlüssen wurden präzisiert. Neu aufgenommen wurde auch das Verbot aufeinander abgestimmten Verhaltens (§ 25 Abs. 1 GWB). Darüber hinaus wurde auch die Monopolkommission (nach § 44, § 45, § 46, § 47 GWB) etabliert.
1976 erfolgte die 3. Novelle. Insbesondere wurde die Fusionskontrolle im Pressebereich verschärft, um Pressevielfalt und Informationsfreiheit zu sichern. Damit unterlagen auch kleinere Zusammenschlüsse im Pressebereich der Fusionskontrolle.
Das Gesetz wurde 1980 durch die 4. Novelle geändert. Hier wurden unter anderem die Bestimmungen für Unternehmenszusammenschlüsse verschärft, das Diskriminierungsverbot ergänzt und einzelne Missbrauchstatbestände präzisiert. 1989 traten wiederum Änderungen im Rahmen der 5. Novelle in Kraft. Unter anderem wurden für Kleine und mittlere Unternehmen Einkaufskooperationen legalisiert, die Marktbeherrschungskriterien wurden um vertikale Elemente ergänzt und die Vorschriften gegen horizontale Verdrängungspraktiken wurden verschärft.
1998 erfolgte die 6. Novelle. Hier wurde vor allem eine begrenzte Harmonisierung mit dem europäischen Wettbewerbsrecht erreicht und z. B. das Kartellverbot sowie der Missbrauch der marktbeherrschenden Stellung als echter Verbotstatbestand aufgenommen. Mussten Kartelle bzw. Unternehmen mit abgestimmten Verhalten zuvor das tatsächliche Ziel der Wettbewerbsbeschränkung verfolgen, um vom Kartellverbot erfasst zu werden (so genannte Gegenstandstheorie), reicht seither das Vorliegen wettbewerbsbeschränkender Folgen aus (Folgetheorie).
Zum 1. Juli 2005 trat die 7. GWB-Novelle in Kraft, wodurch eine fast vollständige Angleichung an die Regelungen des EU-Kartellrechts (Art. 81, Art. 82 EG) erzielt wurde. Die Fragen des Pressekartellrechts wurden zunächst jedoch ausgeklammert.
Im Laufe der Zeit wurden eine Reihe von Sonderregelungen, die in den §§ 4 bis 18 GWB geregelt waren, aufgehoben. Derartige Sonderregelungen gab es beispielsweise für Konditionenkartelle (die auf einheitliche Zahlungsbedingungen u. a. gerichtet waren, ehemals § 2 Abs. 2) oder Strukturkrisenkartelle (ehemals § 6). Derartige Kartelle konnten unter Umständen durch das Bundeskartellamt genehmigt werden. Von der ehemals in § 8 vorgesehenen Ministererlaubnis, mit dem der Bundeswirtschaftsminister auf Antrag jedes Kartell aus überwiegenden Gründen der Gesamtwirtschaft und des Gemeinwohls genehmigen konnte, wurde (Stand: 1999) nicht Gebrauch gemacht.

### 9. GWB-Novelle 2017
Die am 9. Juni 2017 in Kraft getretene 9. GWB-Novelle,  setzt insbesondere die EU-Kartellschadensersatzrichtlinie um. Wesentliche Änderungen sind:
- Klarstellung, dass ein Markt auch vorliegen kann, wenn Leistungen unentgeltlich erbracht werden (§ 18 Abs. 2a GWB),
- Erweiterung des Faktorenkataloges für Marktmacht (§ 18 Abs. 3a GWB),
- Ausweitung der Fusionskontrolle auf Unternehmen mit niedrigen Umsätzen, die zu hohen Kaufpreisen erworben werden (Anlass war der Kauf von WhatsApp, § 35 Abs. 1a Nr. 3 in Verbindung mit § 38 Abs. 4a GWB),
- Schließung der Wurstlücke durch Einführung einer Konzernhaftung (§ 81 Abs. 3a bis 3e GWB),
- Weitgehende Freistellung von Pressekooperationen (§ 30 GWB).

Im Kartellschadensersatzrecht:
- Gesetzliche Bestätigung der von der Rechtsprechung bereits angewandten widerleglichen Vermutung, dass ein Kartell einen Schaden verursacht hat[6],
- Einführung einer Vermutung der Schadensabwälzung zugunsten mittelbarer Abnehmer,
- Haftungsbeschränkungen für kleine und mittlere Unternehmen sowie Kronzeugen,
- Anspruch auf Offenlegung von Informationen im Vorfeld eines Schadensersatzprozesses,
- Schaffung von Anreizen für Vergleiche.

Die wiederholt im Gesetzgebungsverfahren geforderte Einführung von kollektiven Rechtsschutzmöglichkeiten, wie Sammelklagen, unterblieb jedoch.

### 10. GWB-Novelle 2021
Die am 19. Januar 2021 in Kraft getretene 10. GWB-Novelle erweitert die Befugnisse des Bundeskartellamts im Digitalbereich, indem es besondere Regelungen für große Unternehmen im Digitalbereich schafft.

### 11. GWB-Novelle 2023
Die am 7. November 2023 in Kraft getretene 11. GWB-Novelle erweitert die Befugnisse des Bundeskartellamts um Abhilfemaßnahmen im Anschluss an eine Sektoruntersuchung. Ausreichend ist nun die Feststellung einer bloßen erheblichen und dauerhaften Störung des Wettbewerbs im untersuchten Sektor, zu der der Adressat wesentlich beigetragen hat. Möglich sind damit künftig auch Reaktionen des Bundeskartellamts auf lediglich allgemein wettbewerbsdefizitäre Marktstrukturen (wie stark konzentrierte Oligopole). Erweitert wurden zudem die Befugnisse zur Untersuchung von Verstößen gegen den Digital Markets Act und es wurden die Voraussetzungen für die Vorteilsabschöpfung gelockert.

## Wechselndes Leitbild
Bereits in der Entstehung erzeugte das zugrunde gelegte Leitbild der vollständigen Konkurrenz (Polypol) in Verbindung mit den Interessen der deutschen Industrie Spannungen. Seit 1973 dominiert das Leitbild des funktionsfähigen Wettbewerbs (nach John Maurice Clark) sowie Gedanken aus Kantzenbachs Konzept der optimalen Wettbewerbsintensität die Zweckbestimmung des GWB.